# 前72年
| 千纪： | 前1千纪 |
| 世纪： | 前2世纪 \| 前1世纪 \| 1世纪                                                                                |
| 年代： | 前100年代 \| 前90年代 \| 前80年代 \| 前70年代 \| 前60年代 \| 前50年代 \| 前40年代                          |
| 年份： | 前77年 \| 前76年 \| 前75年 \| 前74年 \| 前73年 \| 前72年 \| 前71年 \| 前70年 \| 前69年 \| 前68年 \| 前67年 |
| 纪年： | 西汉本始二年                                                                                               |

## 大事记
- 中国
  - 西汉宣帝刘询
  - 漢宣帝以祁連將軍田廣明等五將軍和校尉常惠西汉与乌孙联军击败匈奴[來源請求]
- 罗马共和国
  - 斯巴达克起义：起义军从意大利北部沿半岛南下至半岛的最南端。

## 出生
- 韦森盖托里克斯，高卢人首领（前46年去世）[來源請求]